# Dag Szepanski
Dag Szepanski, född 25 december 1943, är en svensk före detta fotbollsspelare. Han blev allsvensk skyttekung och spelade 1 A-landskamp för Sverige. 

## Biografi
Szepanski växte upp i Bromölla dit hans polska farföräldrar flyttat från Kraków. Han studerade vid Lunds universitet, där han blev fil. kand.; han uppmuntrades att studera av sin far som var fabriksarbetare. Han inledde fotbollskarriären i IFÖ Bromölla IF. 1967 blev han allsvensk skyttekung med 22 mål. Han spelade då för Malmö FF. 
1970 flyttade han till Stockholm för att studera på Institutet för högre reklamutbildning och marknadsföring och skrev överraskande på för det dåvarande bottenlaget AIK. Szepanski skolades om till mittfältare och blev en av allsvenskans allra säkraste. I oktober 1972 debuterade han i landslaget i VM-kvalmatchen mot Malta på Ullevi. Sverige vann med 7-0 och Dag Szepanski gjorde det sjätte målet på straff. Detta blev dock hans första och enda A-landskamp.
Dag Szepanski avslutade sin AIK-karriär 1973. Han flyttade till Jönköping och spelade några år i Jönköpings Södra IF  och därefter i IF Kärra och IF Väster, Göteborg innan karriären tog slut.
Szepanski ägnade sig under många år åt marknadsföringsrelaterade arbetsuppgifter i olika företag runt om i Sverige. På senare år bodde han några år i Spanien och arrangerade bland annat träningsläger för fotbollsklubbar på Spaniens solkust.

### Webbsidor
- Lista på landskamper, svenskfotboll.se, läst 2013 01 29